# اچ‌ام‌اس دیانا (۱۸۹۵)
اچ‌ام‌اس دیانا (۱۸۹۵) (به انگلیسی: HMS Diana (1895)) یک کشتی بود که طول آن ۳۵۰ فوت (۱۰۶٫۷ متر) بود. این کشتی در سال ۱۸۹۵ ساخته شد.